# Джордж Х. У. Буш
Джордж Хърбърт Уокър Буш (на английски: George Herbert Walker Bush), известен като Джордж Буш-старши, е американски политик, дипломат и бизнесмен, 41-вият президент на САЩ (1989 – 1993) и 43-ти вицепрезидент по време на президентството на Роналд Рейгън (1981 – 1989).
Преди това е бил конгресмен от Тексас (1967 – 1971), посланик в ООН (1971 – 1973), директор на ЦРУ (1976 – 77). Успешно се кандидатира два пъти за Сената, веднъж за президент на страната и веднъж за преизбиране. Многократно награждаван летец от флота, той е последният ветеран от Втората световна война, който служи като президент. Баща му Прескът Буш е бил сенатор, а синът му, Джордж Уокър Буш, е 43-тият президент на САЩ. Буш-старши става най-дълго живелият президент на САЩ след като подобрява рекорда на Джералд Форд от 93 години и 165 дни на 25 ноември 2017 г. От 12 юни 2018 г. е първият президент на САЩ, достигнал до 94-годишна възраст. На 1 октомври 2018 г. президентът Джими Картър също навършва 94 и става вторият президент, достигнал до тази възраст.

## Произход и образование
Джордж Хърбърт Уокър Буш е роден на 12 юни 1924 г. в семейството на Прескът Буш и Дороти Уокър. Баща му е сенатор от Кънектикът и работи в известната банкова инвестиционна фирма Браун Брадърс Хариман. Дядо му, на който е кръстен, е заможен бизнесмен и важна фигура в американската голф история.
Започва образованието си в начално училище „Гринуич Кънтри“ в Гринуич, Кънектикът, след което продължава образованието си в гимназия „Филипс“ в Андоувър, Масачузетс (1936 – 42). В гимназията е капитан на бейзболния отбор на училището и членува в братството A.U.V. (Auctoritas, Unitas, Veritas, което на латински означава „власт, единство и истина“), което е с ограничен достъп. Негов съквартирант в интерната е младеж на име Едуард Хукър. Във „Филипс“ Буш научава за събитията от 7 декември 1941 в Пърл Харбър.

## Военни години
След завършването на гимназиалния курс през юни 1942, Буш постъпва във флота на САЩ на своя 18-и рожден ден, където по-късно ще стане авиатор. След 10-месечни учения преминава в запаса на 9 юни 1943 като енсин, няколко дена преди да навърши 19 години, като по този начин става най-младия морски авиатор по това време.
След завършването на обучението за летец Буш е назначен през септември 1943 в торпедна ескадра VT-51 като фотографиращ офицер. Като част от 51-ва авиогрупа неговата ескадра е разположена на самолетоносача „Сан Хакинто“ през пролетта на 1944. Сан Хакинто влиза в състава на 58-о съединение, което взема участие в операциите при островите Маркъс и Уейк през май и при Марианските острови през юни. На 19 юни съединението триумфира в една от най-големите битки във войната. При завръщането си от мисията самолетът на Буш прави принудително кацане във водата. Изпратена е подводница да спаси младия пилот. На 25 юни Буш и още един пилот получават признание за потапянето на малък търговски кораб край Палау.
След като Буш е произведен в звание младши лейтенант на 1 август 1944, „Сан Хакинто“ предприема военни действия срещу японците на островите Бонин в северната част на Тихи океан. На 2 септември 1944 Буш пилотира един от четирите самолета на VT-51, които нападат японските установки на Иво Джима. Екипажът на самолета му включва радист Джон Дилейни и младши лейтенант Уилиам Уайт, който замества на оръдието. По време на нападението четири авенджъра от VT-51 са посрещнати от интензивен противовъздушен огън. В началото на нападението самолетът на Буш е поразен и моторът се подпалва. Буш довършва нападението и пуска бомби над набелязаната цел, осъществявайки няколко успешни попадения. С подпален двигател Буш лети на няколко километра от острова, където той и още един член на екипажа на авенджъра скачат с парашут. Парашутът на другия парашутист обаче не се отваря и той загива, но самоличността му не е установена (Делейни и Уайт са убити в боя). Докато Буш престоява в надуваемия сал четири часа, няколко приятелски самолета кръжат над него, за да го предпазят от вражески огън. Накрая Буш е спасен от спасителната подводница „Финбак“. За тази операция Буш получава отличителен авиационен кръст. До края на месеца Буш остава във „Финбак“ и помага при спасяването на други пилоти.
По-късно, през ноември, Буш се завръща на „Сан Хакинто“ и участва в бойните действия на Филипинските острови. Когато „Сан Хакинто“ се връща в Гуам ескадрата, която претърпява загубата на 50% от състава си, е сменена и се завръща в САЩ. През 1944 Буш изпълнява 58 бойни задачи, за които е награден с отличителен авиационен кръст, три авиационни медала и президентски благодарности.
Поради ценния опит, придобит от сраженията, Буш е прехвърлен в Норфолкската военноморска база и е назначен в учебното крило за нови пилоти на торпедоносци. По-късна е авиатор от флота в новосформираната торпедоносна ескадра VT-153. След капитулацията на Япония Буш е освободен с почести от активна военна служба през септември 1945 и постъпва в университета „Йейл“.

## Следвоенни години
В „Йейл“ Буш става член на братството Делта-капа-ипсилон и е избран за негов председател. Става капитан на университетския отбор по бейзбол. През 1948 г. Буш е в четвърти курс и е посветен в тайното общество „Череп и кости“. След една година по молба на Буш, Уилиам Кофин, негов съученик от гимназията, е поканен в обществото. Буш и Кофин остават приятели завинаги въпреки противоположните си политически възгледи – Кофин е антивоенен активист от левицата.
Буш се жени за Барбара Пиърс на 6 януари 1945 г. От своя брак те имат шест деца: Джордж Уокър, Полин Робинсън (1949 – 53 г., умира от левкемия), Джон, Нийл, Марвин и Дороти Уокър. Семейството му дава началото на нова политическа династия в САЩ – синът му Джордж Буш-младши е губернатор на Тексас и по-късно президент на САЩ, другият му син Джеб Буш е губернатор на Флорида, а самият Буш-старши е също избран за президент на САЩ. Дядото на Дж. Х. У. Буш по майчина линия е Джордж Хърбърт Уокър, основател на Дж. Х. Уокър и Ко; неговото име носи голф-купата „Уокър“. Чичото на Дж. Х. У. Буш, Джордж Хърбърт Уокър-младши, е директор на компанията. Джордж Хърбърт Уокър III, посланик на САЩ в Унгария, е първи братовчед на Дж. Х. У. Буш.
След Втората световна война Буш рискува със спекулативния бизнес с нефтени проучвания в Тексас и има значителен успех. Осигурява си позиция в „Дресър Индъстрис“. Синът му, Нийл Малън Буш, носи името на работодателя на Джордж Буш – Нийл Малън, който е близък приятел на семейството. Много години по-късно Дресър Индъстрис се слива с Халибъртън, чийто бивш главен изпълнителен директор е Дик Чейни, министър на отбраната на САЩ в кабинета на Дж. Х. У. Буш (1989 – 1993) и вицепрезидент на САЩ от 2001 до 2009 г.
През 1953 г. Джордж Буш-старши навлиза в бизнеса с петрол, основавайки компанията „Запата Корпорейшън“.

## Конгресмен и неуспешни кампании за Сената
През 1964 г. влиза в политиката, кандидатирайки се срещу сенатора демократ от Тексас Ралф Йърборо, като прави акцент в кампанията си неговата подкрепа за Закона за гражданските права от същата година. По това време множество политици от Юга се противопоставят на приемането на този законодателен акт. Буш нарича Йърборо „екстремист“ и „левичарски демагог“, докато Йърборо казва, че Буш е богаташ от Севера, който се опитва да си купи място в Сената „така както си купуват място на Фондовата борса в Ню Йорк“. Буш губи тези избори.
Буш не се отказва от политиката и е избран на два пъти – през 1966 г. и 1968 г. за Камарата на представителите от Тексас. Той губи и във втория си опит за влизане в Сената през 1970 г. от демократа Лойд Бенстън, който побеждава действащия сенатор Йърборо в първичните избори на Демократическата партия. По-късно Бенстън става претендент за вицепрезидент от Демократическата партия за изборите от 1988 г., а след това е посочен от президента Клинтън за финансов министър – през 1993 г.

## Заемани длъжности през 70-те години
След загубата на изборите за Сената през 1970 г., Буш е назначен от президента Никсън за посланик на САЩ в ООН, длъжност, която заема от 1971 г. до 1973 г.
След като Никсън е преизбран през 1972 г., той иска от Буш да стане председател на Републиканския национален комитет. Той е на тази длъжност по време на аферата Уотъргейт, когато популярността на Никсън и на партията му рязко спада. Буш упорито защитава Никсън, но когато по-късно става ясно, че президентът е нарушил законите, той се съсредоточава върху защита на Републиканската партия, но все пак запазва лоялността си към Никсън.
След оставката на Никсън от 1974 г., Буш е една от кандидатурите за назначаване на поста вицепрезидент, но новият президент Джералд Форд избира Нелсън Рокфелер. Форд назначава Буш начело на Офиса за връзки с Китай, тъй като по това време между двете страни няма официални връзки, а следователно и посолство.
През 1975 г. Форд връща Буш във Вашингтон, за да стане директор на Централното разузнавателно управление. Службата по това време е разтърсена от серия разкрития, отнасящи се до незаконно и неоторизирани действия, и на Буш е възложено да възстанови спокойствието и морала в ЦРУ.
По-късно Буш казва, че не му е била по сърце тази постоянна поредица от постове, тъй като никога не е искал да бъде бюрократ от кариерата. Въпреки това, ако не е получавал тези постове, едва ли е щял да придобие политическа популярност в национален мащаб.

## Президентска кампания от 1980 г.
През 1980 г. Буш се кандидатира за президент като изтъква големия си опит в администрацията. В надпреварата за номинацията на Републиканската партия и въпреки правителствената подкрепа за Буш, той е победен от губернатора на Калифорния и търсещ за трети път номинация Роналд Рейгън.
Буш не се стеснява да критикува Рейгън и неговите позиции, като нарича предложенията му за значителни намаления на данъците „вуду икономика“. Буш печели първичните избори в Айова, което го кара да каже на пресата, че е „набрал скорост“. Въпреки всичко Рейгън се завръща в играта като печели първичните избори в Ню Хампшър и скоростта на Буш изчезва. В крайна сметка Рейгън печели по-голямата част от останалите първични избори.

## Вицепрезидентство
След дискусии дали да не избере Джералд Форд за поста вицепрезидент, Рейгън се спира на Буш, който по време на кампанията е декларирал, че „никога“ няма да се съгласи на този пост. Буш е това, което Рейгън не е – републиканец през целия си живот, ветеран от войната, интернационалист с опит във връзките с ООН, ЦРУ и Китай, а освен това значително по-умерен в своите икономически и политически възгледи в сравнение с Рейгън.
Като вицепрезидент Буш е лоялен на Рейгън и пази всички вътрешни противоречия далеч от обществото. Буш няма особено голямо внимание върху политиката, но въпреки това има подкрепата на някои от служителите на администрацията и му е предоставен определен набор от правомощия.
По време на втория мандат на Рейгън Буш е първият вицепрезидент, който става „изпълняващ длъжността президент“, когато на 13 юли 1985 г. Рейгън е подложен на операция. Той прекарва в това си качество около 8 часа, повечето от които играе тенис.
Когато избухва скандалът Иран-контри през 1986 г. Буш твърди, че е силно изненадан и не е уведомен за търговията с оръжия с Иран. Тези твърдения се посрещнати от мнозина със скептицизъм, но Буш никога не бива обвинен в нарушение на закона.

## Президентска кампания през 1988 г.
През 1988 г. след като е вицепрезидент на САЩ за осем години, Буш се кандидатира за президент. Въпреки че се счита от мнозина за фаворит, той завършва трети на първичните избори в Айова, победен от сенатор Боб Доул и телевизионния евангелист Пат Робъртсън. Все пак Буш успява да спечели първичните избори в Ню Хемпшир, подпомогнат и от рекламата, която твърди, че Доул е за увеличаване на данъците. Когато се стига до деня, в който се провеждат няколко първични избори едновременно, известен като Супер вторник, организационните и финансови способности на Буш си казват думата, никой от останалите кандидати не успява да му се противопостави и той печели номинацията на партията си.
По време на Републиканския национален конвент има много спекулации, на кой ще се спре Буш за свои кандидат за вицепрезидент, той избира малко известния сенатор от Индиана Дан Куейл. В разгара на конвента те водят с двуцифрена разлика пред кандидата на демократическата партия Майкъл Дукакис, губернатор на Масачузетс. Макар и често да е критикуван, че му липсват ораторските качества на Рейгън, на конвента Буш дава една от най-добрите си речи в своята политическа кариера, известна като „Хиляди точки от светлина“, фраза, която той използва, за да опише своето виждане за американското общество. Конвентът ще се запомни и с обещанието на кандидата „Четете по устните ми: няма да има нови данъци!“ (Read my lips: no new taxes!).
Кампанията за поста се отличава със своята острота и става известна с множеството отрицателни рекламни клипове на двамата кандидати. Една от тях, изготвена от екипа на Буш, показва как Дукакис неумело кара танк. Друга поръчана от негови поддръжници показва Уили Хотрон, който извършва изнасилване и нападение, докато излежава присъда до живот в Масачузетс, а по време на нападението е бил в отпуска от затвора. Случаят Хотрон, а и твърдото убеждение на Дукакис, че смъртното наказание трябва да бъде отменено в САЩ, създават у публиката усещането, че Дукакис е „мек спрямо престъпниците“.
Буш побеждава, като получава 53,4%, а Дукакис 45,6% от подадените гласове, а в Избирателната колегия 426 срещу 111 гласа за Дукакис.

## Президентство
Още от самото начало външната политика е тази, която се оказва водеща за президента Буш. Той е може би най-прочут с това, че е в основата на международната коалиция през 1990 – 1991 г. в Първата война в Залива. През 1990 г. ръководеният от Саддам Хюсеин Ирак навлиза в богатия на петрол Кувейт. Съставената широка коалиция има за цел да го изтласка оттам и да направи невъзможно нападение от страна на иракските сили срещу Саудитска Арабия.
Буш постига частично своите цели като иракските сили са отстранени от Кувейт, но коалицията не навлиза в Ирак и това дава възможност Саддам Хюсеин да остане на власт. По това време се смята, че една инвазия ще вкара САЩ в блато. Трябва ясно да се подчертае, че Буш отказва да окупира Ирак и спазва твърдо действащите международни законни в тази област.
Популярността на Буш нараства след успеха и сравнително бързия край на военните действия, но вследствие на икономическата рецесия тя отново спада. Икономическата обстановка е една от основите грижи на президента във вътрешен план и е основна причина за загубата на изборите през 1992 г. Друга основна причина за неуспеха му е подкрепата, която той оказва на демократите в Конгреса за вдигането на данъците, въпреки известното му обещание, че това никога няма да се случи. С това си действия Буш изолира и отчуждава много свои консервативни привърженици и естествено губи тяхната подкрепа за изборите. Важен фактор за победата на Бил Клинтън е кандидатурата на Рос Перо, който печели 19% от подадените гласове.
Последният противоречив ход на Буш по време на мандата му е подписването на амнистии за шест държавни служители, обвинени за скандала „Иран – контри“ и особено скандална е амнистията за Каспър Уайнбъргър. Амнистията за него е подписана на 24 декември 1992 г., а той е трябвало да се изправи пред съда на 5 януари 1993 г. във връзка със заблуждаване на Конгреса, по повод продажбата на американско оръжие на Иран. От личните бележки на Уайнбъргър е видно, че Буш е одобрил тайната продажба.

## Оттегляне от обществения живот и смърт
След неуспешната му кампания за преизбиране, Буш се оттегля от обществения живот. През април 1993 г. иракското разузнаване прави опит за покушение над живота му чрез кола-бомба по време на посещението му в Кувейт, чийто служби за сигурност успяват да се справят със заговора. На 26 юни 1993 г. американските военни части предприемат атака с ракети срещу главната квартира на иракските разузнавателни служби в отговор на опита за убийство.
Буш никога не съставя писмени мемоари за времето, прекарано във властта, а и е заявил, че няма и намерение да го направи. Все пак е публикувал книга с подбрани писма, съавтор е заедно с Брент Скаукрофт и на книга, посветена на външната политика.
През 2001 г. става първият президент след Джон Адамс, който става баща на друг президент, когато синът му Джордж У. Буш, след решение на Върховния съд е обявен за президент на страната.
Вторият му син Джеб Буш е губернатор на щата Флорида (1999 – 2007). Най-големият му внук Джордж П. Буш е изпълнителен директор на агенцията за поземлена служба за щата Тексас (2015 – 2023).
На 12 юни 2004 г. той скача с парашут по случай своя осемдесети рожден ден. Това е третият му скок след Втората световна война.
Той отново скача с парашут на 12 юни 2014 г. на 90-ия си рожден ден.
На 3 януари 2005 г. Буш-старши и Бил Клинтън застават начело на кампанията по набиране на средства за подпомагане на жертвите от цунамито в Индийския океан. На 31 август 2005 г. се срещат отново, за да съберат средства за жертвите на урагана „Катрина“ и да координират частните дарения. Двамата бивши президенти развиват приятелски отношения подобно на президентите Картър и Форд.
На 7 септември 2017 г. Буш заедно с останалите бивши президенти Картър, Клинтън, Буш-син и Обама основават фондация, с която да се подпомогнат жертвите от ураганите „Харви“ и „Ирма“.
На 25 ноември 2017 г. на 93 години и 166 дни се превръща в най-дълго живелия президент на САЩ.
На 16 март 2018 г. президентът Джими Картър също надживява Джералд Форд, като навършва 93 години и 166 дни, а Буш-старши вече е на 93 години и 277 дни.
Съпругата му Барбара умира на 17 април 2018 г. след 73 години брак. Техният брак е най-дълго просъществувалият между президент и първа дама в историята на САЩ.
На 12 юни 2018 г. Буш-старши навършва 94 години и става първият президент на САЩ, достигнал до 94-годишна възраст. На 1 октомври същата година Джими Картър става вторият президент, навършил 94 години.
На 30 ноември 2018 г. бившият президент Буш-старши умира в Хюстън, Тексас на 94-годишна възраст след продължително боледуване от Паркинсон.
След смъртта му 39-ият президент Джими Картър става най-възрастният жив президент на страната. На 22 март 2019 г. президентът Картър стана най-дълго живелият президент в историята.